# 花の兄弟
『花の兄弟』は、1961年12月15日にビクターより発売された橋幸夫の16枚目のシングルである（VS-612）。橋が八代目市川雷蔵と共演した同名の映画の主題歌になっている。

## 概要
- 作詞は佐伯孝夫、作曲は吉田正で、橋の両恩師による楽曲である。
- 橋は、3枚目のシングル「おけさ唄えば」の映画化で、市川雷蔵と共演した。その後、雷蔵主演する映画「沓掛時次郎」の主題歌を依頼され、橋は出演はしないものの、佐伯作詞、吉田作曲で「沓掛時次郎」（VS-534）をリリース。なお、劇中の歌唱は映画用に改めて吹き込んでいる[1]。
- 本作は、市川雷蔵と再共演が決まり歌と映画が同時進行で企画された。映画公開は、シングル発売から12日後の12月27日で正月映画として公開された。
- c/wの「兄弟鴉」も映画の挿入歌として使われている。
- 「花の兄弟」「兄弟鴉」の両曲ともに三味線で静子と豊寿が参加している。静子は、デビュー曲の「潮来笠」以来、三味線伴奏の楽曲で共演しており、豊寿は「すっとび仁義」（VS-553）以来共演している[2]。

## 収録曲
1. 花の兄弟
作詞：佐伯孝夫、作・編曲：吉田正
2. 兄弟鴉
作詞：佐伯孝夫、作・編曲：吉田正

## 共演
- 静子（三味線）～市丸妹～
- 豊寿（三味線）

## 収録アルバム
- 初期のLP盤のアルバムに収録されているが、近年のCD盤のアルバムでの収録はない。
  - 『唄う橋幸夫 颯爽股旅篇』[1964/1発売]LPモノラル、その他
- CD-BOXでの収録は以下のとおり。
  - 『橋幸夫大全集』1993/9　Disc1
  - 『橋幸夫のすべて』2011/2　Disc3
  - 『橋幸夫ベスト100+カラオケ15』2015/10　Disc2
  - このほか『吉田正大全集』 1997/9　Disc5にも収録

## 映画
- 本楽曲と並行して、市川雷蔵・橋幸夫共演で映画「花の兄弟」（大映京都）が制作され、1961年12月27日公開された[3]。カラー・大映スコープ・86分。監督は池広一夫、脚本は東宝の「社長シリーズ」でお馴染みの笠原良三で、雷蔵・橋主演作『おけさ唄えば』に次いでの担当。
- 顔がよく似ていて、兄弟役がぴったりで、雷蔵は橋を京都の花柳界を案内するなど親密であった[4]。また、京都の知人の仲居を橋家のお手伝いさんに紹介したり[5]、橋のワンマンショーにかけつけたりもしている。
- 映画は、父の仇を求めて諸国遍歴中の市之進（市川雷蔵）と弟新次郎（橋幸夫）が、見事な長ドスさばきをみせる痛快娯楽時代劇。
- 2010年10月22日にDVD化された。

### スタッフ
- 企画 - 高森富夫
- 脚本 - 笠原良三
- 監督 - 池広一夫
- 撮影 - 本田平三
- 音楽 - 吉田正
- 美術 - 加藤茂
- 照明 - 伊藤貞一
- 録音 - 海原幸夫
- スチル - 松浦康雄
- 編集 - 西田重雄

### 出演者
- 青山市之進 - 八代目市川雷蔵
- 青山新次郎 - 橋幸夫
- お美津 - 姿美千子
- お玉 - 水谷良重
- 金平 - 森川信
- お仙 - 若水ヤエ子
- 平兵衛 - 茶川一郎
- 横木の剛八 - 千葉敏郎
- お千代 - 小町るみ子
- 助太郎 - 舟木洋一
- 富五郎 - 水原浩一
- 薮の下源五郎 - 東良之助
- 小泉角之進 - 寺島貢
- 平田外記 - 伊達三郎
- 大津勘右衛門 - 石黒達也
- 文治郎 - 原聖四郎
- のみ屋の主人 - 横山文彦
- 猿廻し - 岩田正
- 旅館の番頭 - 三浦志郎
- 三ン八 - 越川一
- キー坊 - 三上哲
- 小熊 - 沖時男
- 乾分松公 - 安田祥郎
- まむしの伝次 - 浜田雄史
- 大虎 - 愛原光一
- 旅館の女中 - 松岡信江
- お吉 - 滝のぼる
- 女房お才 - 小柳圭子

### 同時上映
『若い奴らの階段』
- 脚本：長谷川公之 / 監督：田中重雄 / 主演：本郷功次郎